# Paul Haarhuis
Paul Vincent Nicholas Haarhuis (Eindhoven, Brabant del Nord, 19 de febrer de 1966) és un tennista professional neerlandès retirat. En el seu palmarès destaquen sis títols de Grand Slam en dobles que li van permetre completar el Grand Slam en la carrera i ser número 1 del rànquing mundial. També fou finalista d'un Grand Slam en categoria de dobles mixts.
Haarhuis va tenir una experiència com a entrenador realitzant les tasques de capità de l'equip neerlandès de Copa Federació durant l'any 2014.

## Torneigs de Grand Slam

### Dobles masculins: 12 (6−6)
| Resultat  | Núm. | Any  | Torneig           | Parella             | Oponents                       | Marcador                    |
| --------- | ---- | ---- | ----------------- | ------------------- | ------------------------------ | --------------------------- |
| Guanyador | 1.   | 1994 | Open d'Austràlia  | Jacco Eltingh       | Byron Black Jonathan Stark     | 6−7(3), 6−3, 6−4, 6−3       |
| Guanyador | 2.   | 1994 | US Open           | Jacco Eltingh       | Todd Woodbridge Mark Woodforde | 6−3, 7−6(1)                 |
| Guanyador | 3.   | 1995 | Roland Garros     | Jacco Eltingh       | Nicklas Kulti Magnus Larsson   | 6−7(3), 6−4, 6−1            |
| Finalista | 1.   | 1996 | US Open           | Jacco Eltingh       | Todd Woodbridge Mark Woodforde | 6−4, 6−7(5), 6−7(5)         |
| Finalista | 2.   | 1997 | Wimbledon         | Jacco Eltingh       | Todd Woodbridge Mark Woodforde | 6−7(4), 6−7(7), 7−5, 3−6    |
| Guanyador | 4.   | 1998 | Roland Garros (2) | Jacco Eltingh       | Mark Knowles Daniel Nestor     | 6−3, 3−6, 6−3               |
| Guanyador | 5.   | 1998 | Wimbledon         | Jacco Eltingh       | Todd Woodbridge Mark Woodforde | 2−6, 6−4, 7−6(3), 5−7, 10−8 |
| Finalista | 3.   | 1999 | Wimbledon (2)     | Jared Palmer        | Mahesh Bhupathi Leander Paes   | 7−6(10), 3−6, 4−6, 6−7(4)   |
| Finalista | 4.   | 2000 | Roland Garros     | Sandon Stolle       | Todd Woodbridge Mark Woodforde | 6−7(7), 4−6                 |
| Finalista | 5.   | 2000 | Wimbledon (3)     | Sandon Stolle       | Todd Woodbridge Mark Woodforde | 3−6, 4−6, 1−6               |
| Guanyador | 6.   | 2002 | Roland Garros (3) | Ievgueni Kàfelnikov | Mark Knowles Daniel Nestor     | 7−5, 6−4                    |
| Finalista | 6.   | 2003 | Roland Garros (2) | Ievgueni Kàfelnikov | Bob Bryan Mike Bryan           | 6−7(3), 3−6                 |

### Dobles mixts: 1 (0−1)
| Resultat  | Núm. | Any  | Torneig       | Parella      | Oponents                | Marcador      |
| --------- | ---- | ---- | ------------- | ------------ | ----------------------- | ------------- |
| Finalista | 1.   | 1991 | Roland Garros | Caroline Vis | Helena Suková Cyril Suk | 6−3, 4−6, 1−6 |

## Palmarès

### Individual: 8 (1−7)
| Llegenda (pre/post 2009)                                 |
| -------------------------------------------------------- |
| Grand Slams (0−0)                                        |
| Tennis Masters Cup / ATP Finals (0−0)                    |
| ATP Masters Series / ATP World Tour Masters 1000 (0−1)   |
| ATP International Series Gold / ATP World Tour 500 (0−2) |
| ATP International Series / ATP World Tour 250 (1−4)      |

| Títols per superfície |
| --------------------- |
| Dura (1−5)            |
| Gespa (0−0)           |
| Terra batuda (0−0)    |
| Moqueta (0−2)         |

| Resultat  | Núm. | Data                 | Torneig                    | Superfície | Oponent          | Marcador      |
| --------- | ---- | -------------------- | -------------------------- | ---------- | ---------------- | ------------- |
| Finalista | 1.   | 6 d'abril de 1992    | Singapur, Singapur         | Dura       | Simon Youl       | 4−6, 1−6      |
| Finalista | 2.   | 10 de gener de 1994  | Doha, Qatar                | Dura       | Stefan Edberg    | 3−6, 2−6      |
| Finalista | 3.   | 21 de febrer de 1994 | Filadèlfia, Estats Units   | Moqueta    | Michael Chang    | 3−6, 2−6      |
| Guanyador | 1.   | 16 de gener de 1995  | Jakarta, Indonèsia         | Dura       | Radomír Vašek    | 7−5, 7−5      |
| Finalista | 4.   | 20 de febrer de 1995 | Memphis, Estats Units      | Dura (i)   | Todd Martin      | 6−7(4), 4−6   |
| Finalista | 5.   | 6 de març de 1995    | Rotterdam, Països Baixos   | Moqueta    | Richard Krajicek | 6−7(5), 4−6   |
| Finalista | 6.   | 18 de març de 1996   | Indian Wells, Estats Units | Dura       | Michael Chang    | 5−7, 1−6, 1−6 |
| Finalista | 7.   | 31 d'agost de 1998   | Boston, Estats Units       | Dura       | Michael Chang    | 3−6, 4−6      |

### Dobles: 94 (54−40)
| Llegenda (pre/post 2009)                                 |
| -------------------------------------------------------- |
| Grand Slams (5−5)                                        |
| Tennis Masters Cup / ATP Finals (2−1)                    |
| ATP Masters Series / ATP World Tour Masters 1000 (9−10)  |
| ATP International Series Gold / ATP World Tour 500 (7−5) |
| ATP International Series / ATP World Tour 250 (29−16)    |

| Títols per superfície |
| --------------------- |
| Dura (19−13)          |
| Gespa (6−5)           |
| Terra batuda (13−11)  |
| Moqueta (15−8)        |

| Resultat  | Núm. | Data                   | Torneig                                          | Superfície   | Parella             | Oponents                             | Marcador                 |
| --------- | ---- | ---------------------- | ------------------------------------------------ | ------------ | ------------------- | ------------------------------------ | ------------------------ |
| Finalista | 1.   | 15 de gener de 1990    | Auckland, Nova Zelanda                           | Dura         | Gilad Bloom         | Kelly Jones Robert Van't Hof         | 6−7, 0−6                 |
| Finalista | 2.   | 12 de març de 1990     | Casablanca, Marroc                               | Terra batuda | Mark Koevermans     | Todd Woodbridge Simon Youl           | 3−6, 1−6                 |
| Finalista | 3.   | 30 de juliol de 1990   | Hilversum, Països Baixos                         | Terra batuda | Mark Koevermans     | Sergio Casal Emilio Sánchez          | 5−7, 5−7                 |
| Guanyador | 1.   | 12 de novembre de 1990 | Moscou, Rússia                                   | Moqueta      | Hendrik Jan Davids  | John Fitzgerald Anders Järryd        | 6−4, 7−6                 |
| Finalista | 4.   | 7 de gener de 1991     | Adelaida, Austràlia                              | Dura         | Mark Koevermans     | Wayne Ferreira Stefan Kruger         | 4−6, 6−4, 4−6            |
| Guanyador | 2.   | 8 d'abril de 1991      | Estoril, Portugal                                | Terra batuda | Mark Koevermans     | Tom Nijssen Cyril Suk                | 6−3, 6−3                 |
| Finalista | 5.   | 29 d'abril de 1991     | Montecarlo, Mònaco                               | Terra batuda | Mark Koevermans     | Luke Jensen Laurie Warder            | 7−5, 6−7, 4−6            |
| Guanyador | 3.   | 17 de juny de 1991     | Rosmalen, Països Baixos                          | Gespa        | Hendrik Jan Davids  | Richard Krajicek Jan Siemerink       | 6−3, 7−6                 |
| Guanyador | 4.   | 28 d'octubre de 1991   | Guarujá, Brasil                                  | Dura         | Jacco Eltingh       | Bret Garnett Todd Nelson             | 6−3, 7−5                 |
| Finalista | 6.   | 2 de març de 1992      | Rotterdam, Països Baixos                         | Moqueta      | Mark Koevermans     | Marc-Kevin Göllner David Prinosil    | 2−6, 7−6, 6−7            |
| Finalista | 7.   | 22 de juny de 1992     | Gènova, Itàlia                                   | Terra batuda | Mark Koevermans     | Shelby Cannon Greg Van Emburgh       | 1−6, 1−6                 |
| Guanyador | 5.   | 27 de juliol de 1992   | Hilversum                                        | Terra batuda | Mark Koevermans     | Marten Renström Mikael Tillström     | 6−7, 6−1, 6−4            |
| Guanyador | 6.   | 31 d'agost de 1992     | Schenectady, Estats Units                        | Dura         | Jacco Eltingh       | Sergio Casal Emilio Sánchez          | 6−3, 6−4                 |
| Guanyador | 7.   | 11 de gener de 1993    | Kuala Lumpur, Malàisia                           | Dura         | Jacco Eltingh       | Henrik Holm Bent-Ove Pedersen        | 7−5, 6−3                 |
| Finalista | 8.   | 18 de gener de 1993    | Jakarta, Indonèsia                               | Dura         | Jacco Eltingh       | Diego Garcia Guillaume Raoux         | 6−7, 7−6, 3−6            |
| Finalista | 9.   | 15 de febrer de 1993   | Memphis, Estats Units                            | Dura (i)     | Jacco Eltingh       | Todd Woodbridge Mark Woodforde       | 5−7, 2−6                 |
| Finalista | 10.  | 26 d'abril de 1993     | Montecarlo (2)                                   | Terra batuda | Mark Koevermans     | Stefan Edberg Petr Korda             | 6−3, 2−6, 6−7            |
| Guanyador | 8.   | 10 de maig de 1993     | Hamburg, Alemanya                                | Terra batuda | Mark Koevermans     | Grant Connell Patrick Galbraith      | 6−4, 6−7, 7−6            |
| Guanyador | 9.   | 17 de maig de 1993     | Roma, Itàlia                                     | Terra batuda | Jacco Eltingh       | Wayne Ferreira Mark Kratzmann        | 6−4, 7−6                 |
| Guanyador | 10.  | 2 d'agost de 1993      | Hilversum (2)                                    | Terra batuda | Jacco Eltingh       | Hendrik Jan Davids Libor Pimek       | 4−6, 6−2, 7−5            |
| Guanyador | 11.  | 4 d'octubre de 1993    | Kuala Lumpur (2)                                 | Dura (i)     | Jacco Eltingh       | Jonas Björkman Lars-Anders Wahlgren  | 7−5, 4−6, 7−6            |
| Finalista | 11.  | 25 d'octubre de 1993   | Pequín, Xina                                     | Moqueta      | Jacco Eltingh       | Paul Annacone Doug Flach             | 6−7, 3−6                 |
| Guanyador | 12.  | 15 de novembre de 1993 | Moscou (2)                                       | Moqueta      | Hendrik Jan Davids  | Jonas Björkman Jan Apell             | 6−1, retirada            |
| Guanyador | 13.  | 28 de novembre de 1993 | Doubles Championship, Johannesburg, Sud-àfrica   | Dura (i)     | Jacco Eltingh       | Todd Woodbridge Mark Woodforde       | 7−6(4), 6−7(5), 6−4      |
| Guanyador | 14.  | 31 de gener de 1994    | Open d'Austràlia, Austràlia                      | Dura         | Jacco Eltingh       | Byron Black Jonathan Stark           | 6−7, 6−3, 6−4, 6−3       |
| Guanyador | 15.  | 21 de febrer de 1994   | Filadèlfia, Estats Units                         | Moqueta      | Jacco Eltingh       | Jim Grabb Jared Palmer               | 6−3, 6−4                 |
| Finalista | 12.  | 28 de febrer de 1994   | Rotterdam (2)                                    | Moqueta      | Jacco Eltingh       | Jeremy Bates Jonas Björkman          | 4−6, 1−6                 |
| Guanyador | 16.  | 21 de març de 1994     | Miami, Estats Units                              | Dura         | Jacco Eltingh       | Mark Knowles Jared Palmer            | 7−6, 7−6                 |
| Finalista | 13.  | 25 de juliol de 1994   | Stuttgart, Alemanya                              | Terra batuda | Jacco Eltingh       | Scott Melville Piet Norval           | 6−7, 5−7                 |
| Finalista | 14.  | 22 d'agost de 1994     | New Haven, Estats Units                          | Dura         | Jacco Eltingh       | Grant Connell Patrick Galbraith      | 4−6, 6−7                 |
| Finalista | 15.  | 29 d'agost de 1994     | Schenectady                                      | Dura         | Jacco Eltingh       | Jan Apell Jonas Björkman             | 4−6, 6−7                 |
| Guanyador | 17.  | 12 de setembre de 1994 | US Open, Estats Units                            | Dura         | Jacco Eltingh       | Todd Woodbridge Mark Woodforde       | 6−3, 7−6                 |
| Guanyador | 18.  | 3 d'octubre de 1994    | Kuala Lumpur (3)                                 | Moqueta      | Jacco Eltingh       | Nicklas Kulti Lars-Anders Wahlgren   | 6−0, 7−5                 |
| Guanyador | 19.  | 10 d'octubre de 1994   | Sydney, Austràlia                                | Dura (i)     | Jacco Eltingh       | Byron Black Jonathan Stark           | 6−4, 7−6                 |
| Guanyador | 20.  | 7 de novembre de 1994  | París, França                                    | Moqueta      | Jacco Eltingh       | Byron Black Jonathan Stark           | 3−6, 7−6, 7−5            |
| Guanyador | 21.  | 14 de novembre de 1994 | Moscou (3)                                       | Moqueta      | Jacco Eltingh       | David Adams Andrei Olhovskiy         | Renúncia                 |
| Finalista | 16.  | 27 de febrer de 1995   | Filadèlfia                                       | Moqueta      | Jacco Eltingh       | Jim Grabb Jonathan Stark             | 6−7, 7−6, 3−6            |
| Guanyador | 22.  | 1 de maig de 1995      | Montecarlo                                       | Terra batuda | Jacco Eltingh       | Luís Lobo Javier Sánchez             | 6−3, 6−4                 |
| Guanyador | 23.  | 12 de juny de 1995     | Roland Garros, França                            | Terra batuda | Jacco Eltingh       | Nicklas Kulti Magnus Larsson         | 6−7, 6−4, 6−1            |
| Guanyador | 24.  | 26 de juny de 1995     | Halle, Alemanya                                  | Gespa        | Jacco Eltingh       | Ievgueni Kàfelnikov Andrei Olhovskiy | 6−2, 3−6, 6−3            |
| Guanyador | 25.  | 16 d'octubre de 1995   | Tòquio, Japó                                     | Moqueta      | Jacco Eltingh       | Jakob Hlasek Patrick McEnroe         | 7−6, 6−4                 |
| Guanyador | 26.  | 30 d'octubre de 1995   | Essen, Alemanya                                  | Moqueta      | Jacco Eltingh       | Cyril Suk Daniel Vacek               | 7−5, 6−4                 |
| Guanyador | 27.  | 13 de novembre de 1995 | Estocolm, Suècia                                 | Dura (i)     | Jacco Eltingh       | Grant Connell Patrick Galbraith      | 3−6, 6−2, 7−6            |
| Finalista | 17.  | 25 de novembre de 1995 | Doubles Championship, Eindhoven, Països Baixos   | Moqueta      | Jacco Eltingh       | Grant Connell Patrick Galbraith      | 6−7, 6−7, 6−4, 6−7       |
| Finalista | 18.  | 8 de gener de 1996     | Doha, Qatar                                      | Dura         | Jacco Eltingh       | Mark Knowles Daniel Nestor           | 6−7, 3−6                 |
| Guanyador | 28.  | 26 d'agost de 1996     | Toronto, Canadà                                  | Dura         | Patrick Galbraith   | Mark Knowles Daniel Nestor           | 7−6, 6−3                 |
| Finalista | 19.  | 9 de setembre de 1996  | US Open                                          | Dura         | Jacco Eltingh       | Todd Woodbridge Mark Woodforde       | 6−4, 6−7, 6−7            |
| Guanyador | 29.  | 21 d'octubre de 1996   | Tolosa, França                                   | Dura (i)     | Jacco Eltingh       | Olivier Delaître Guillaume Raoux     | 6−3, 7−5                 |
| Finalista | 20.  | 28 d'octubre de 1996   | Stuttgart, Alemanya                              | Dura         | Jacco Eltingh       | Sébastien Lareau Alex O'Brien        | 6−3, 4−6, 3−6            |
| Guanyador | 30.  | 4 de novembre de 1996  | París (2)                                        | Moqueta      | Jacco Eltingh       | Ievgueni Kàfelnikov Daniel Vacek     | 6−4, 4−6, 7−6            |
| Guanyador | 31.  | 6 de gener de 1997     | Doha                                             | Dura         | Jacco Eltingh       | Patrik Fredriksson Magnus Norman     | 6−3, 6−2                 |
| Finalista | 21.  | 13 de gener de 1997    | Sydney                                           | Dura         | Jan Siemerink       | Luís Lobo Javier Sánchez             | 4−6, 7−6, 3−6            |
| Guanyador | 32.  | 10 de març de 1997     | Rotterdam                                        | Moqueta      | Jacco Eltingh       | Libor Pimek Byron Talbot             | 7−6, 6−4                 |
| Finalista | 22.  | 28 d'abril de 1997     | Montecarlo (3)                                   | Terra batuda | Jacco Eltingh       | Donald Johnson Francisco Montana     | 6−7, 6−2, 6−7            |
| Guanyador | 33.  | 23 de juny de 1997     | Rosmalen (2)                                     | Gespa        | Jacco Eltingh       | Trevor Kronemann David Macpherson    | 6−4, 7−5                 |
| Finalista | 23.  | 7 de juliol de 1997    | Wimbledon, Regne Unit                            | Gespa        | Jacco Eltingh       | Todd Woodbridge Mark Woodforde       | 6−7, 6−7, 7−5, 3−6       |
| Guanyador | 34.  | 25 de juliol de 1997   | Boston, Estats Units                             | Dura (i)     | Jacco Eltingh       | Dave Randall Jack Waite              | 6−4, 6−2                 |
| Guanyador | 35.  | 6 d'octubre de 1997    | Tolosa (2)                                       | Dura (i)     | Jacco Eltingh       | Jean-Philippe Fleurian Max Mirnyi    | 6−3, 7−6                 |
| Guanyador | 36.  | 3 de novembre de 1997  | París (3)                                        | Moqueta      | Jacco Eltingh       | Rick Leach Jonathan Stark            | 6−2, 7−6                 |
| Guanyador | 37.  | 2 de març de 1998      | Filadèlfia (2)                                   | Dura (i)     | Jacco Eltingh       | Richey Reneberg David Macpherson     | 7−6, 6−7, 6−2            |
| Guanyador | 38.  | 9 de març de 1998      | Rotterdam (2)                                    | Moqueta      | Jacco Eltingh       | Neil Broad Piet Norval               | 7−6, 6−3                 |
| Guanyador | 39.  | 20 d'abril de 1998     | Barcelona, Espanya                               | Terra batuda | Jacco Eltingh       | Ellis Ferreira Rick Leach            | 7−5, 6−0                 |
| Guanyador | 40.  | 27 d'abril de 1998     | Montecarlo (2)                                   | Terra batuda | Jacco Eltingh       | Todd Woodbridge Mark Woodforde       | 6−4, 6−2                 |
| Guanyador | 41.  | 8 de juny de 1998      | Roland Garros (2)                                | Terra batuda | Jacco Eltingh       | Mark Knowles Daniel Nestor           | 6−3, 3−6, 6−3            |
| Guanyador | 42.  | 6 de juliol de 1998    | Wimbledon                                        | Gespa        | Jacco Eltingh       | Todd Woodbridge Mark Woodforde       | 2−6, 6−4, 7−6, 5−7, 10−8 |
| Guanyador | 43.  | 9 d'agost de 1998      | Amsterdam, Països Baixos                         | Gespa        | Jacco Eltingh       | Dominik Hrbatý Karol Kučera          | 6−3, 6−2                 |
| Guanyador | 44.  | 31 d'agost de 1998     | Boston (2)                                       | Dura         | Jacco Eltingh       | Chris Haggard Jack Waite             | 6−3, 6−2                 |
| Finalista | 24.  | 5 d'octubre de 1998    | Tolosa                                           | Dura (i)     | Jan Siemerink       | Olivier Delaître Fabrice Santoro     | 2−6, 4−6                 |
| Finalista | 25.  | 9 de novembre de 1998  | París                                            | Moqueta      | Jacco Eltingh       | Mahesh Bhupathi Leander Paes         | 4−6, 2−6                 |
| Guanyador | 45.  | 22 de novembre de 1998 | Doubles Championship, Hartford, Estats Units (2) | Moqueta      | Jacco Eltingh       | Mark Knowles Daniel Nestor           | 6−4, 6−2, 7−5            |
| Finalista | 26.  | 18 de gener de 1999    | Sydney (2)                                       | Dura         | Patrick Galbraith   | Sébastien Lareau Daniel Nestor       | 3−6, 4−6                 |
| Guanyador | 46.  | 19 d'abril de 1999     | Barcelona (2)                                    | Terra batuda | Ievgueni Kàfelnikov | Massimo Bertolini Cristian Brandi    | 7−5, 6−3                 |
| Finalista | 27.  | 10 de maig de 1999     | Hamburg                                          | Terra batuda | Jared Palmer        | Wayne Arthurs Andrew Kratzmann       | 6−2, 6−7, 2−6            |
| Finalista | 28.  | 14 de juny de 1999     | Halle                                            | Gespa        | Jared Palmer        | Jonas Björkman Patrick Rafter        | 3−6, 5−7                 |
| Finalista | 29.  | 5 de juliol de 1999    | Wimbledon (2)                                    | Gespa        | Jared Palmer        | Mahesh Bhupathi Leander Paes         | 7−6, 3−6, 4−6, 6−7       |
| Guanyador | 47.  | 9 d'agost de 1999      | Amsterdam (2)                                    | Terra batuda | Sjeng Schalken      | Devin Bowen Eyal Ran                 | 6−3, 6−2                 |
| Guanyador | 48.  | 23 d'agost de 1999     | Indianapolis, Estats Units                       | Dura         | Jared Palmer        | Olivier Delaître Leander Paes        | 6−3, 6−4                 |
| Finalista | 30.  | 8 de novembre de 1999  | París (2)                                        | Moqueta      | Jared Palmer        | Sébastien Lareau Alex O'Brien        | 6−7, 5−7                 |
| Finalista | 31.  | 20 de març de 2000     | Indian Wells, Estats Units                       | Dura         | Sandon Stolle       | Alex O'Brien Jared Palmer            | 4−6, 6−7                 |
| Finalista | 32.  | 24 d'abril de 2000     | Montecarlo (4)                                   | Terra batuda | Sandon Stolle       | Wayne Ferreira Ievgueni Kàfelnikov   | 3−6, 6−2, 1−6            |
| Finalista | 33.  | 1 de maig de 2000      | Barcelona                                        | Terra batuda | Sandon Stolle       | Nicklas Kulti Mikael Tillström       | 2−6, 7−6, 6−7            |
| Finalista | 34.  | 12 de juny de 2000     | Roland Garros                                    | Terra batuda | Sandon Stolle       | Todd Woodbridge Mark Woodforde       | 6−7, 4−6                 |
| Finalista | 35.  | 26 de juny de 2000     | 's-Hertogenbosch, Països Baixos                  | Gespa        | Sandon Stolle       | Martin Damm Cyril Suk                | 4−6, 7−6, 6−7            |
| Finalista | 36.  | 10 de juliol de 2000   | Wimbledon (3)                                    | Gespa        | Sandon Stolle       | Todd Woodbridge Mark Woodforde       | 3−6, 4−6, 1−6            |
| Guanyador | 49.  | 23 d'octubre de 2000   | Xangai, Xina                                     | Dura         | Sjeng Schalken      | Petr Pála Pavel Vízner               | 6−2, 3−6, 6−4            |
| Guanyador | 50.  | 13 de novembre de 2000 | Lió, França                                      | Moqueta      | Sandon Stolle       | Ivan Ljubičić Jack Waite             | 6−1, 6−7, 7−6            |
| Finalista | 37.  | 20 de novembre de 2000 | París (3)                                        | Moqueta      | Daniel Nestor       | Nicklas Kulti Max Mirnyi             | 4−6, 5−7                 |
| Guanyador | 51.  | 5 de febrer de 2001    | Milà, Itàlia                                     | Moqueta      | Sjeng Schalken      | Johan Landsberg Tom Vanhoudt         | 7−6(5), 7−6(4)           |
| Guanyador | 52.  | 25 de juny de 2001     | 's-Hertogenbosch (3)                             | Gespa        | Sjeng Schalken      | Martin Damm Cyril Suk                | 6−4, 6−4                 |
| Guanyador | 53.  | 23 de juliol de 2001   | Amsterdam (3)                                    | Terra batuda | Sjeng Schalken      | Àlex Corretja Luís Lobo              | 6−4, 6−2                 |
| Finalista | 38.  | 22 d'abril de 2002     | Montecarlo (5)                                   | Terra batuda | Ievgueni Kàfelnikov | Jonas Björkman Todd Woodbridge       | 3−6, 6−3, [7−10]         |
| Guanyador | 54.  | 10 de juny de 2002     | Roland Garros (3)                                | Terra batuda | Ievgueni Kàfelnikov | Mark Knowles Daniel Nestor           | 7−5, 6−4                 |
| Finalista | 39.  | 24 de juny de 2002     | 's-Hertogenbosch (2)                             | Gespa        | Brian MacPhie       | Martin Damm Cyril Suk                | 6−7, 7−6, 4−6            |
| Finalista | 40.  | 12 de juny de 2003     | Roland Garros (2)                                | Terra batuda | Ievgueni Kàfelnikov | Bob Bryan Mike Bryan                 | 6−7, 3−6                 |

#### Períodes com a número 1
| Núm. | Precedit per    | Dates                    | Succeït per     | Setmanes | Acumulat |
| ---- | --------------- | ------------------------ | --------------- | -------- | -------- |
| 1.   | Grant Connell   | 31/01/1994 − 13/02/1994  | Byron Black     | 2        | 2        |
| 2.   | Byron Black     | 21/02/1994 − 06/03/1994  | Grant Connell   | 2        | 4        |
| 3.   | Grant Connell   | 21/03/1994 − 08/05/1994  | Grant Connell   | 7        | 11       |
| 4.   | Jonathan Stark  | 12/09/1994 − 15/01/1995A | Mark Woodforde  | 29       | 40       |
| 5.   | Mark Woodforde  | 12/06/1995 − 10/09/1995A | Todd Woodbridge | 13       | 53       |
| 6.   | Todd Woodbridge | 30/10/1995 − 05/11/1995A | Todd Woodbridge | 1        | 54       |
| 7.   | Jacco Eltingh   | 01/02/1999 − 25/04/1999  | Mahesh Bhupathi | 12       | 66       |
| 8.   | Mahesh Bhupathi | 10/05/1999 − 06/06/1999  | Mahesh Bhupathi | 4        | 70       |

### Dobles mixts: 1 (0−1)
| Resultat  | Núm. | Data               | Torneig               | Superfície   | Parella      | Oponents                | Marcador      |
| --------- | ---- | ------------------ | --------------------- | ------------ | ------------ | ----------------------- | ------------- |
| Finalista | 1.   | 27 de maig de 1991 | Roland Garros, França | Terra batuda | Caroline Vis | Helena Suková Cyril Suk | 6−3, 4−6, 1−6 |

## Trajectòria

### Dobles masculins
| Open d'Austràlia | A           | 2R          | 3R          | 1R | 3R          | G           | SF          | 3R | SF          | A           | QF          | A  | A           | A           | A           | 1 / 9  | 24 − 8  |
| Roland Garros | 1R          | SF          | QF          | 1R | 3R          | QF          | G           | 2R | SF          | G           | 1R          | F  | A           | G           | F           | 3 / 14 | 46 − 11 |
| Wimbledon | A           | 1R          | 3R          | QF | A           | QF          | QF          | 1R | F           | G           | F           | F  | A           | 3R          | 3R          | 1 / 12 | 36 − 10 |
| US Open | 1R          | 1R          | 2R          | QF | 2R          | G           | 3R          | F  | 2R          | A           | 1R          | QF | SF          | 3R          | A           | 1 / 13 | 28 − 12 |
| Jocs Olímpics | No celebrat | No celebrat | No celebrat | 1R | No celebrat | No celebrat | No celebrat | 4t | No celebrat | No celebrat | No celebrat | A  | No celebrat | No celebrat | No celebrat | 0 / 2  | 3 – 3   |
| Tennis Masters Cup | A           | A           | A           | A  | G           | SF          | F           | RR | SF          | G           | RR          | RR | A           | NC          | A           | 2 / 8  | 22 − 10 |
| Rànquing a final d'any | 87          | 34          | 17          | 34 | 4           | 1           | 3           | 4  | 3           | 2           | 5           | 4  | 39          | 22          | 46          |        |         |
| Llegenda: G: Guanyador; F: Finalista; SF: Semifinalista; QF: Quarts de final; Q: Qualificació; A: Absent; RR: Round Robin |             |             |             |    |             |             |             |    |             |             |             |    |             |             |             |        |         |